# Eliahu Shamir
Eliahu (Eli) Shamir (en hébreu : אליהו שמיר) est un mathématicien et informaticien théoricien israélien, né en 1934 à Jérusalem ; il est professeur émérite en informatique sur la chaire « Jean et Helene Alfassa » Professor Emeritus à l'Université hébraïque de Jérusalem.

## Biographie
Shamir obtient un Ph. D. à l'université hébraïque en 1963, sous la direction de Schmuel Agmon. Après des séjours comme professeur assistant à l'Université de Californie à Berkeley (1963-1965) et comme professeur associé à l'Université Northwestern (1965-1966), il retourne à l'université hébraïque en 1966, et est nommé professeur titulaire en 1972,. Il est émérité depuis 2002.

## Contributions
Shamir est l'un des auteurs du lemme d'itération pour les langages algébriques. Ses travaux concernent également les équations aux dérivées partielles, la théorie des automates, les graphes aléatoires, apprentissage automatique, ou la  linguistique informatique. En 1970, il a fondé avec Michael O. Rabin, le département des sciences informatiques de l'Institut de Mathématiques de l'Université hébraïque.

## Publications (sélection)
- Yehoshua Bar-Hillel, Micha Perles et Eli Shamir, « On formal properties of simple phrase structure grammars », Zeitschrift für Phonetik, Sprachwissenschaft und Kommunikationsforschung, vol. 14, no 2,‎ 1961, p. 143–172.
- Eli Shamir et Joel Spencer, « Sharp concentration of the chromatic number on random graphs Gn,p », Combinatorica, vol. 7, no 1,‎ 1987, p. 121–129 (DOI 10.1007/BF02579208, MR 905159).
- Yoav Freund, H. Sebastian Seung, Eli Shamir et Naftali Tishby, « Selective sampling using the query by committee algorithm », Machine Learning, vol. 28, nos 2–3,‎ 1997, p. 133–168 (DOI 10.1023/A:1007330508534).